# Keynesismo militare
Il keynesismo militare è una politica economica che prevede che l'esercito svolga la funzione di datore di lavoro di ultima istanza con un conseguente incremento della spesa pubblica da parte dello Stato nel settore della difesa militare onde incentivare la crescita economica attraverso il conseguimento della piena occupazione. Si tratta di una variazione specifica e particolare del keynesismo. Esempi tipici di questo approccio, nei confronti delle politiche occupazionali, sono la Germania nazista durante la seconda guerra mondiale e gli Stati Uniti durante le presidenze di Franklin Delano Roosevelt e Harry Truman. Questa tipologia di economia è legata all'interdipendenza tra welfare e warfare state, nella quale il secondo alimenta il primo, in una spirale potenzialmente illimitata.

## Applicazione

### Germania nazista
Gran parte dell'economia del Terzo Reich era orientata verso la militarizzazione, soprattutto per preparare una eventuale guerra con le nazioni slave, piuttosto che nella produzione di beni di consumo o verso un'espansione commerciale. Ciononostante, la concentrazione di capitale nell'industria delle armi ha favorito una rapida espansione della capacità industriale tedesca e ha aiutato a ridurre i tassi di disoccupazione.

### Stati Uniti
Negli Stati Uniti questa teoria è applicata a partire dalla seconda guerra mondiale, durante le presidenze di Franklin Delano Roosevelt e di Harry Truman, quest'ultimo con il documento NSC-68. L'influenza del keynesismo militare sulle scelte di politica economica statunitensi si protrasse sino alla guerra del Vietnam.